# Actaea flosculata
Actaea flosculata es una especie de crustáceo decápodo de la familia Xanthidae.

## Distribución y hábitat
Es oriunda de las costas de las islas Seychelles, las islas Laquedivas (India), las Maldivas y Sri Lanka, en el océano Índico. Vive en las grietas o bajos las rocas de los arrecifes de coral.